# Emma Tóthová
Emma Tóthová (* 10. September 2005 in Bratislava) ist eine slowakische Tennisspielerin.

## Karriere
Tóthová spielt überwiegend auf Turnieren der ITF Women’s World Tennis Tour, wo sie aber bislang noch keinen Titel gewonnen hat.
2022 erreichte sie im Juni im Dameneinzel mit einem 6:1 und 6:1 Erstrundensieg gegen Fiona Ganz das Achtelfinale, wo sie dann gegen Barbora Palicová mit 3:6 und 1:6 verlor. Im Damendoppel erreichte sie mit Partnerin Paula Cembranos mit Siegen über Kiara Cvetkovic und Karolina Kozakova, sowie Jenny Dürst und Alina Granwehr das Halbfinale, wo die beiden dann gegen Tayisiya und Yana Morderger kampflos verloren.
2023 erreichte sie bei den Murska Sobota Open 2023 im Dameneinzel mit einem 6:4, 2:6 und 6:1-Sieg über Pia Lovrič das Achtelfinale, wo sie mit 4:6 und 0:6 gegen Antonia Ružić verlor. Bei den Carinthian Ladies Lake’s Trophy I 2023 verlor sie in der ersten Runde des Dameneinzels nur knapp in drei Sätzen mit 6:1, 6:76 und 5:7 gegen Mavie Österreicher. Bei den Krka Open Otočec 2023 schied sie ebenfalls bereits in der ersten Runde mit 2:6 und 2:6 gegen Dea Herdželaš aus. Im September qualifizierte sie sich für das Hauptfeld des Dameneinzels bei den Alpstar Ladies Open Vienna 2023, wo sie aber bereits in der ersten Runde mit 0:6 und 3:6 gegen Sinja Kraus verlor. Bei den J&T Banka Slovak Open 2023 im Oktober rutschte sie als Lucky Loser ins Hauptfeld des Dameneinzels, verlor jedoch ihr Erstrundenmatch gegen Jesika Malečková mit 2:6 und 2:6.